# Héctor Febres
Héctor Antonio Febres (10 de septiembre de 1941-Tigre, 10 de diciembre de 2007) fue un oficial de la Prefectura Naval Argentina juzgado por crímenes de lesa humanidad.

## Biografía
Era hijo de Carlos Buenaventura Febres y de Edelmira Méndez.

## Trayectoria
Utilizaba los alias «Selva», «Orlando» y «Gordo Daniel».
Torturó con picana eléctrica y palazos a Víctor Basterra, María Pilar Imaz de Allende, Ángel Strazzeri, Thelma Jara de Cabezas, Nilda A. Goretta, Óscar Degregorio y a las monjas francesas Alice Domon y Leonie Duquet.
Estuvo a cargo de la operación en la que se devolvió a la ESMA a un grupo de prisioneros que habían sido llevados a un centro clandestino que funcionaba en una isla del Tigre, para ocultarlos de la visita de la Comisión de Derechos Humanos de la OEA.
Tenía a su cargo el tratamiento de las secuestradas embarazadas y era responsable de los partos de las prisioneras.
Durante el juicio, Sara Solarz de Osatinsky denunció haber sido violada por él.
Viajó a México con un grupo operativo que intentó asesinar a los líderes de los Montoneros, aunque él y su grupo de tareas fueron expulsados del país.
En julio de 1978 viajó a Asunción, en Paraguay para secuestrar a Jaime Dri, pero el prisionero logró fugarse.
En 1979 intentaron secuestrar a Jaime Dri en Roma (Italia), pero fallaron.
Cumplía prisión preventiva rigurosa por un total de 23 delitos cometidos en su época de la ESMA cuando fue amparado por la Ley de Obediencia Debida.
Fue ascendido a prefecto y destinado a Concordia (provincia de Entre Ríos), pero el Concejo Deliberante lo declaró persona non grata.

## Acusaciones
Febres fue acusado de haber torturado y asesinado a disidentes durante la Dictadura de Videla, que cometió terrorismo de Estado entre 1976 y 1983. En ese marco, 5000 personas fueron torturadas y asesinadas en la ESMA. Por estos crímenes, fue juzgado en el primer tramo de la Megacausa ESMA; en 2007, el fiscal solicitó su cadena perpetua.
Siguió imputado en Italia por crímenes contra ciudadanos italianos durante la dictadura autodenominada Proceso de Reorganización Nacional.
Se encontraba con prisión preventiva en Prefectura Zona Delta, pero sus condiciones de detención distaban mucho de las habituales, ya que como afirmó la jueza Sandra Arroyo Salgado, «se manejaba con absoluta libertad e incluso contaba con diversos medios de comunicación (celular, teléfono de línea y computadora), y poseía las llaves de su camarote».
Por estas irregularidades, el jefe de la Prefectura Naval Argentina, Carlos Fernández, fue relevado y procesado por el delito de incumplimiento de los deberes de funcionario público.

## Juicio y fallecimiento
A Febres le tocaba hablar en el juicio oral, el 14 de diciembre de 2007, pero apareció en su celda, en Tigre (provincia de Buenos Aires), muerto por envenenamiento con cianuro, sin dejar ninguna carta y los prefectos acusados de haber participado en su supuesto homicidio fueron beneficiados por la “duda” de la Cámara de San Martín; no obstante, la jueza no abandonó la hipótesis de que quizá fue silenciado para evitar que involucrara a otros represores y aportara información. A causa de su muerte, finalizaron las actuaciones sin sentencia a su respecto.